# Akataš
Akataš (persisch: „Der Böses schafft“) ist in der persischen Mythologie einer der Daeva/Erzdämonen, welche Zoroaster, dem Begründer des Zoroastrismus, zu schaden versuchten. Er ist der „Versucher“ und versucht die Menschen zu bösen Taten zu bewegen.